# Shin'ichi Sakamoto
Shin'ichi Sakamoto (坂本眞一?, Sakamoto Shin'ichi; Osaka, 19 luglio 1972) è un fumettista giapponese.
Ha debuttato nel 1990 con Keith, pubblicato sulla rivista Weekly Shōnen Jump della Shūeisha. È principalmente celebre per il tratto realistico e muscoloso con cui disegna i propri personaggi maschili.
Fra i suoi manga di maggior successo si possono citare Kiomaru (2003), Masurao (2005) e The Climber (2007), che ha ottenuto l'Excellence Prize in occasione del Japan Media Arts Festival del 2002.
Dal 2013 al 2015 ha realizzato Innocent, seinen manga tratto dal romanzo Il boia Sanson di Masakatsu Adachi, il quale a sua volta racconta la vita del boia di Parigi Charles-Henri Sanson.
Tra il 2015 e il 2020 ha realizzato il sequel Innocent Rouge, mentre nel 2021 ha iniziato una nuova opera, stavolta ispirata al libro di Bram Stoker Dracula

## Opere

### Manga
- Bloody Soldier (ブラッディ・ソルジャー?) (1995)
- Mortal Commando Guy (モートゥル・コマンドーGUY?) (1995)
- Niragi Kioumaru (にらぎ鬼王丸?) (April 19, 2004 – November 18, 2005)
- Masuraou (益荒王?) (2005 – 2006)
- The Climber (孤高の人? lit. Lonely Person) (2007 – 2012)
- Innocent (イノサン?) (January 31, 2013 – April 16, 2015)
- Innocent Rouge (イノサン ルージュ?) (May 20, 2015 – January 8, 2020)
- #DRCL midnight children (January 20, 2021 – in corso)

### Altro
- Innocent Bleu (イノサン ブルー?) (2020, Artbook)
- Dorachuu (どらちゅう?) (2020, one-shot doujinshi)
- Devil's Door (デベルズドア?) (2021, Cover art